# Kuglački klub Plitvice Plitvička Jezera
Kuglački klub Plitvice je muški kuglački klub iz naselja Plitvička Jezera, Općina Plitvička Jezera, Ličko-senjska županija, Hrvatska. 

## O klubu
1980. godine je izgrađena automatska kuglana kod hotela "Jezero" u okviru Nacionalnog parka "Plitvička jezera", u naselju Jezerce, iz kojeg će kasnije nastati samostalno naselje Plitvička Jezera. 
 
Klub je službeno osnovan u svibnju 1981. godine u okviru RSKUD Plitvice, a klub je pod nazivom KK "Plitvice" djelovao u okviru radne organizacije NP "Plitvička jezera". Klub se u jesen 1981. uključio u prvenstvo zajednice općina Like. Osvaja svoje regionalna prvenstva 1987., 1988. i 1990. godine, ali se ne uspijeva kvalificirati u Hrvatsku ligu. Klub je uz redovna ligaška natjecanja također sudjelovao i u pojedinačnom natjecanju, natjecanju u parovima, narodnim načinom te raznim turnirima. 
 
Do prekida rada kluba dolazi 31. ožujka 1991., odnosno "Krvavog Uskrsa" i početka Domovinskog rata i agresije na Hrvatsku. 
 
Završetkom rata, krajem 1995. godine, ne dolazi do obnove kluba - kuglana je bila uništena tijeom rata, a njena obnova počinje 1999. godine. 2006. godine dolazi do obnove kluba, te se uključuje u ligaška natjecanja na području regije "Zapad". 
 
Klub tradicionalno početkom godine organizira memorijalni turnir "Plitvice 91" u spomen na događaje "Krvavog Uskrsa" i prvu žrtvu Domovinskog rata  - Josipa Jovića. 
 
Od 2013. je pri klubu je osnovan i ženski klub. 

## Uspjesi
1. B liga – Jug
- prvak: 2021./22.
- doprvak: 2016./17. (zona Zapad), 2018./19., 2023./24.

4. HKL – Zapad
- prvak: 2009./10.

## Pregled plasmana po sezonama
| sezona    | rang lige | liga                                      | poz.     | klubova u ligi | ut       | pob      | ner      | por      | poen+    | poen-    | bod      | napomene                | izvori   |
| Plitvice  | Plitvice  | Plitvice                                  | Plitvice | Plitvice       | Plitvice | Plitvice | Plitvice | Plitvice | Plitvice | Plitvice | Plitvice | Plitvice                | Plitvice |
| --------- | --------- | ----------------------------------------- | -------- | -------------- | -------- | -------- | -------- | -------- | -------- | -------- | -------- | ----------------------- | -------- |
| 2011./12. | II.       | 2. HKL - Zapad                            | 4.       | 12             | 22       | 10       | 3        | 9        | 95       | 82       | 23       |                         |          |
| 2012./13. | II.       | 2. HKL - Zapad                            | 7.       | 12             | 22       | 9        | 4        | 9        | 89       | 87       | 22       |                         |          |
| 2013./14. | II.       | 2. HKL - Zapad                            | 8.       | 12             | 22       | 10       | 0        | 12       | 82       | 94       |          |                         |          |
| 2014./15. | II.       | 2. HKL - Zapad                            | 4.       | 12             | 22       | 13       | 2        | 7        | 107      | 75       | 28       |                         |          |
| 2015./16. | II.       | 2. HKL - Zapad                            | 8.       | 12             | 22       | 10       | 1        | 11       | 90       | 86       | 21       |                         |          |
| 2016./17. | II.       | 1. B HKL - Jug - zona Zapad - prvi dio    | 2.       | 6              | 10       | 7        | 0        | 3        | 51,5     | 28,5     | 14       | prvi dio lige           |          |
| 2016./17. | II.       | 1. B HKL - Jug - zona Zapad - doigravanje | 2.       | 4              | 16       | 12       | 0        | 4        | 82,5     | 45,5     | 24       | uključeni svi rezultati |          |
| 2017./18. | II.       | 1. B HKL - Jug                            | 4.       | 10             | 18       | 9        | 2        | 7        | 79       | 65       | 20       |                         |          |
| 2018./19. | II.       | 1. B HKL - Jug                            | 2.       | 10             | 18       | 10       | 2        | 6        | 82,5     | 61,5     | 22       |                         |          |

## Unutrašnje poveznice
- Ženski kuglački klub Plitvice Plitvička Jezera
- Jezerce
- Plitvička Jezera (naselje)
- Plitvička jezera (općina)
- Nacionalni park Plitvička jezera

## Vanjske poveznice
- kkplitvice.hr - službena stranica  Arhivirana inačica izvorne stranice od 17. travnja 2019. (Wayback Machine)
- Kuglački klub Plitvice, facebook stranica
- sportilus.com, KUGLAČKI KLUB PLITVICE